# 1 Chor 2 Mastikhor
1 Chor 2 Mastikhor, là một bộ phim hài-chính kịch Ấn Độ-Costa Rica năm 2017 do Prabhakar Sharan đạo diễn và được sản xuất dưới sự chỉ đạo của Pacific Investment Corporation. Phim có sự tham gia của Nancy Dobles, Prabhakar Sharan, Mario Chacón, José Castro và Scott Steiner. Phim được khởi chiếu vào ngày 15 tháng 12 năm 2017.
Phim được quay ở Costa Rica và được phát hành bằng tiếng Tây Ban Nha với tên gọi Enredados: La Confusión.

## Diễn viên
- Prabhakar Sharan[6] trong vai Leo
- Nancy Doubles trong vai Ana
- Mario Chacón trong vai Chino
- José Castro trong vai Mario
- Scott Steiner trong vai ông chủ